# Kaempferia undulata
Kaempferia undulata là một loài thực vật có hoa trong họ Gừng. Loài này được Teijsm. & Binn. mô tả khoa học đầu tiên năm 1855.